# 長門川

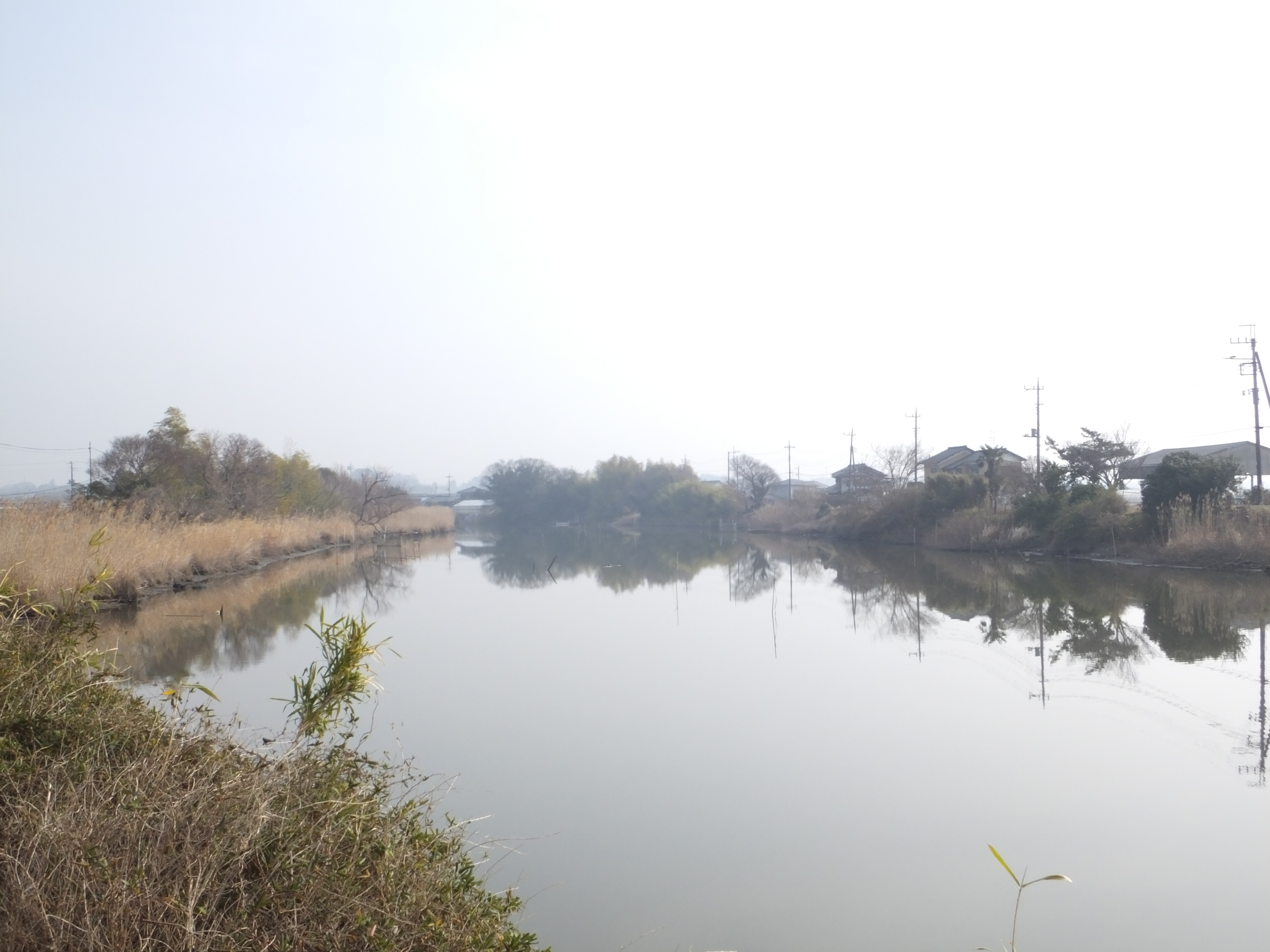
旧長門川（酒直卜杭付近）

長門川（ながとがわ）は、千葉県印西市・印旛郡栄町を流れる利根川水系の一級河川。
利根川と北印旛沼とを連絡する役割を果たす。それゆえ短区間ながら印旛沼水系全体に係る流域を擁し、また印旛放水路とともに印旛地域の水量調節に活用される治水上重要な河川である。
定義上はいずれも印旛沼を起点とするが、印旛放水路（新川）は平常時印旛沼へ流入するため、事実上印旛沼唯一の流出河川となっている。
将監川との合流地点に長門川マリーナがあり、釣船やカヌーの利用客にとって重宝されている。

## 地理
北印旛沼の北岸、旧長門川は印西市下井・長門川は印西市下井と栄町酒直の境より北流する。旧長門川は長門川方面からの支流（以降便宜上「旧長門川支流」とする）を合わせ、栄町に入る。長門川も一旦は行政境を抜け、栄町安食付近で両者が合流する。再び印西市・栄町の行政境を流れ、西へやや蛇行する。JR成田線・国道356号（長門橋）を続けて越えると、西から将監川を合わせ栄町に入る。右岸に栄町市街を臨み、ふじみ橋を過ぎると長門川公園を挟んで二手に分かれる。西側分流は印旛水門・東側分流は印旛排水機場をそれぞれ越えて、利根川へ流入する。長門川（5,138m）・旧長門川（2,920m）ともに全区間が一級河川に指定されている。
印旛沼干拓以前は、旧長門川及び旧長門川支流が北印旛沼より発しており、二又の形状をなしていた。干拓後の現在において旧長門川支流は水が枯れている。旧長門川も北印旛沼に直接接続しなくなり、北印旛沼の周囲に巡らされている北調低地排水路に繋がっているのみである。和橋より上流部は流量も少ない湿地帯で、幅の広い流路がかつての本流としての姿を留めているに過ぎない。

### 将監川
将監川（しょうげんがわ）は、千葉県印西市・印旛郡栄町の境に位置する利根川の旧派川である。かつては「枝利根川」とも呼ばれた。栄町西付近にて利根川より分派し、栄町和田の長門橋下流にて長門川に合流する河川であった。手賀沼や印旛沼の干拓による新田開発を目的として1676年（延宝4年）に開削され、これにより印旛沼を利根川の遊水池とした。1912年（大正元年）に洪水対策の一環として、利根川の第二期改修工事において将監川締め切り工事が行われ、以降は長門川にのみ接続している。現在は名称上「川」として親しまれているものの、利根川水系の指定河川には含まれておらずさながら「湖沼」として扱われている。一例として、栄町にある将監川の流路に沿った林歩道にも「湖沼緑地」という名称が付せられている。

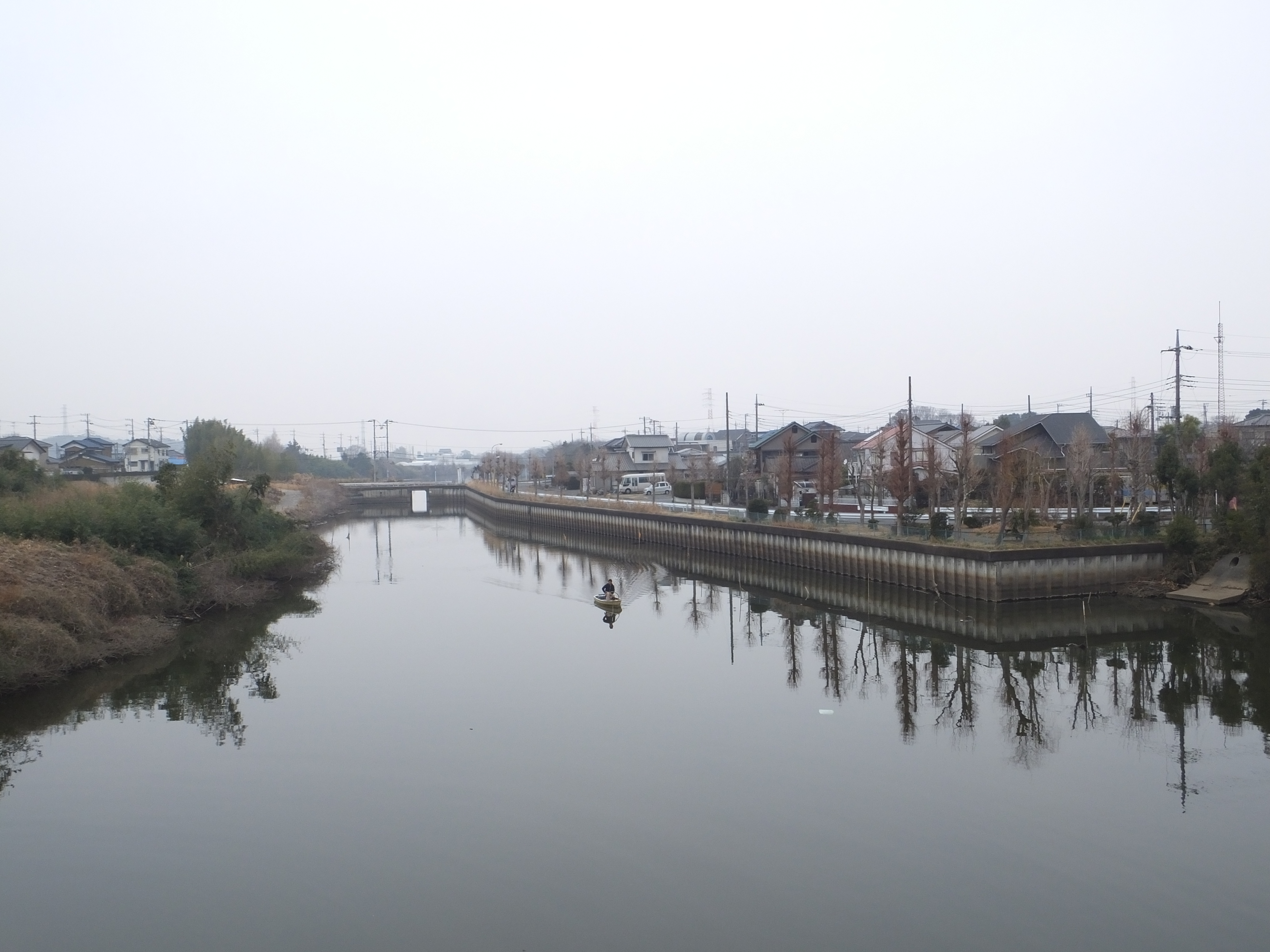
布鎌大橋より西側
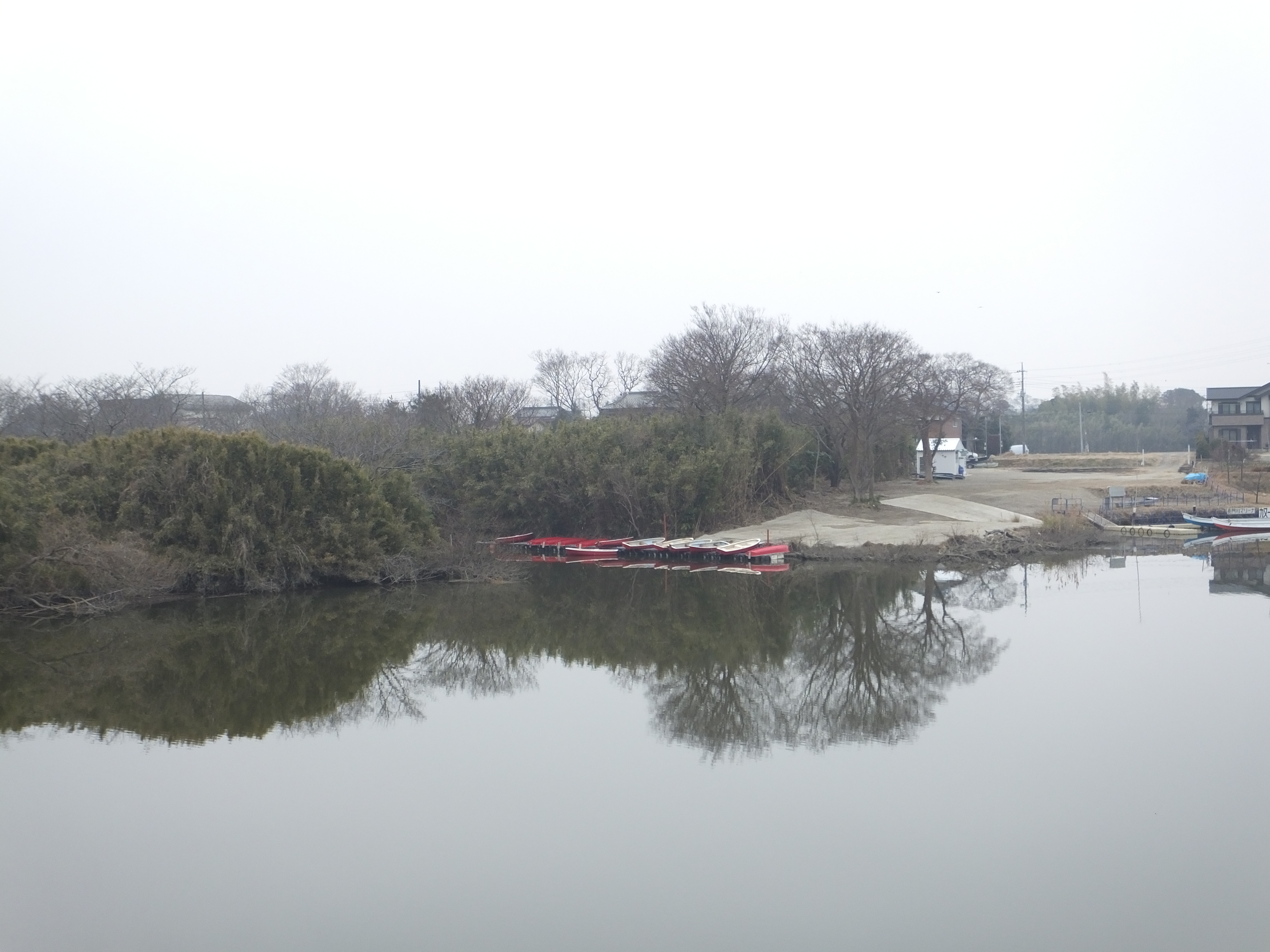
長門川との接続地点（長門橋より下流方）

## 流域
長門川に係る流域は以下の通りである。
- 長門川流路上 - 印西市・印旛郡栄町
- 印旛沼（印旛捷水路・中央排水路含む） - 成田市・佐倉市・八千代市・印旛郡酒々井町
- 印旛沼支流域（鹿島川・高崎川・手繰川など） - 富里市・八街市・四街道市・千葉市若葉区・緑区
- 印旛放水路流路上 - 千葉市花見川区・美浜区
- 印旛放水路支流域（神崎川・桑納川・勝田川など） - 千葉市稲毛区・船橋市・習志野市・白井市・鎌ケ谷市

## 水量調節の仕組みと水質
長門川及び印旛放水路を含む印旛沼の水量調節は、南側が印旛放水路の大和田排水機場（毎秒120立方メートル）、北側が長門川の印旛排水機場（毎秒92立方メートル）、そして長門川の酒直揚水機場（毎秒20立方メートル）によって連動して行われている。印旛沼全体は高低差がほとんどなく、両印旛沼間で季節に応じた湖沼水の移動が傾向としてある。ただ利根川と比較すると平水時水位が概ね1 - 1.5 mほど高いため、通常は両印旛沼ともに長門川を通じて利根川へ水が流出している。
利根川の増水時は相対水位が逆転するため、西側の印旛水門を閉めて逆流を防ぐ。印旛沼まで増水した場合は東側の印旛排水機場で、長門川の水を利根川へ強制排水する。必要に応じて大和田排水機場も稼働させ、新川の水を花見川へ強制排水することで南からも水位低下を図る。一方、印旛沼の渇水時には酒直揚水機場で長門川下流の水を上流へ汲み上げ、あえて利根川から水を逆流させることで水位上昇を図る。

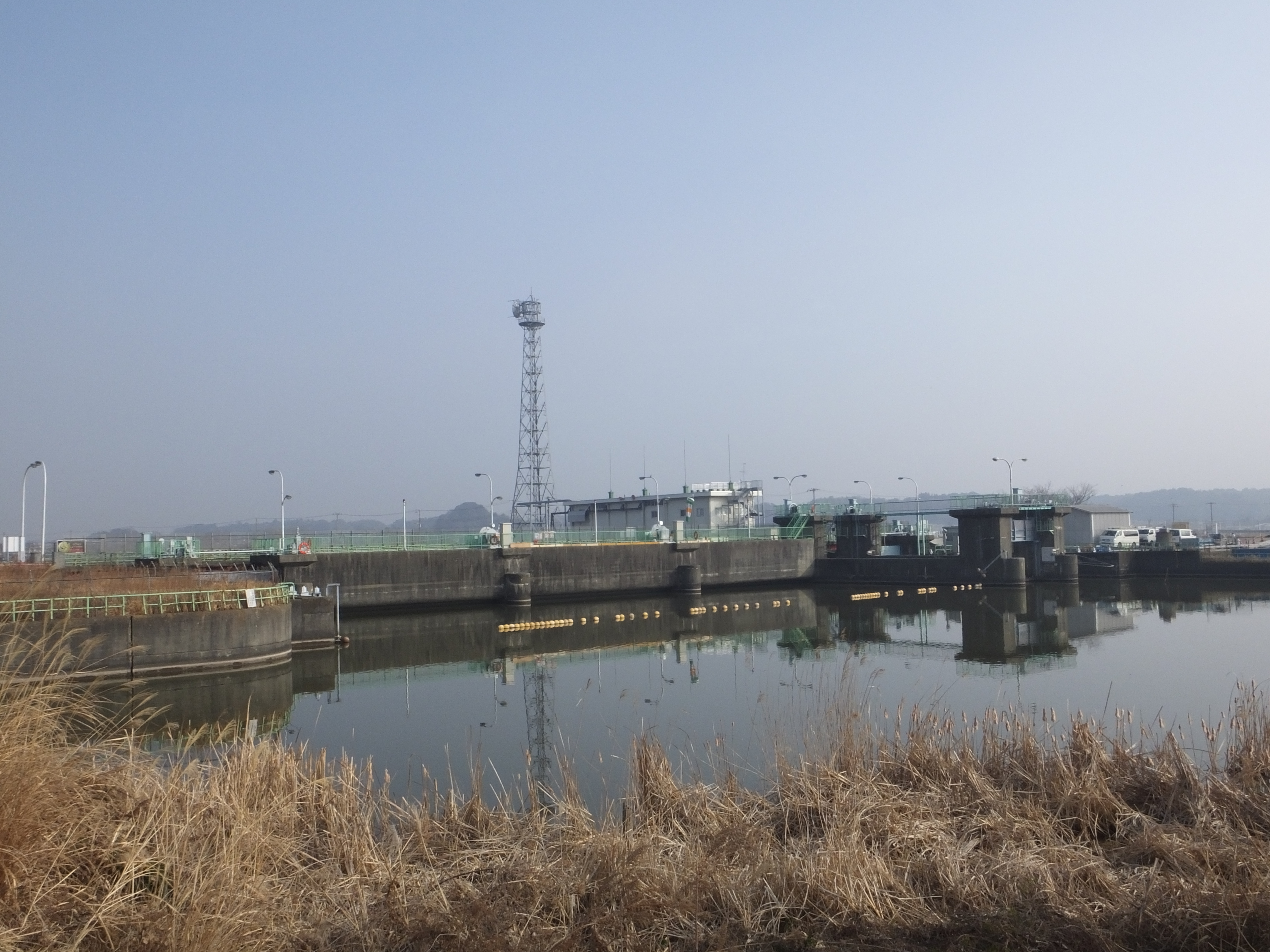
酒直揚水機場
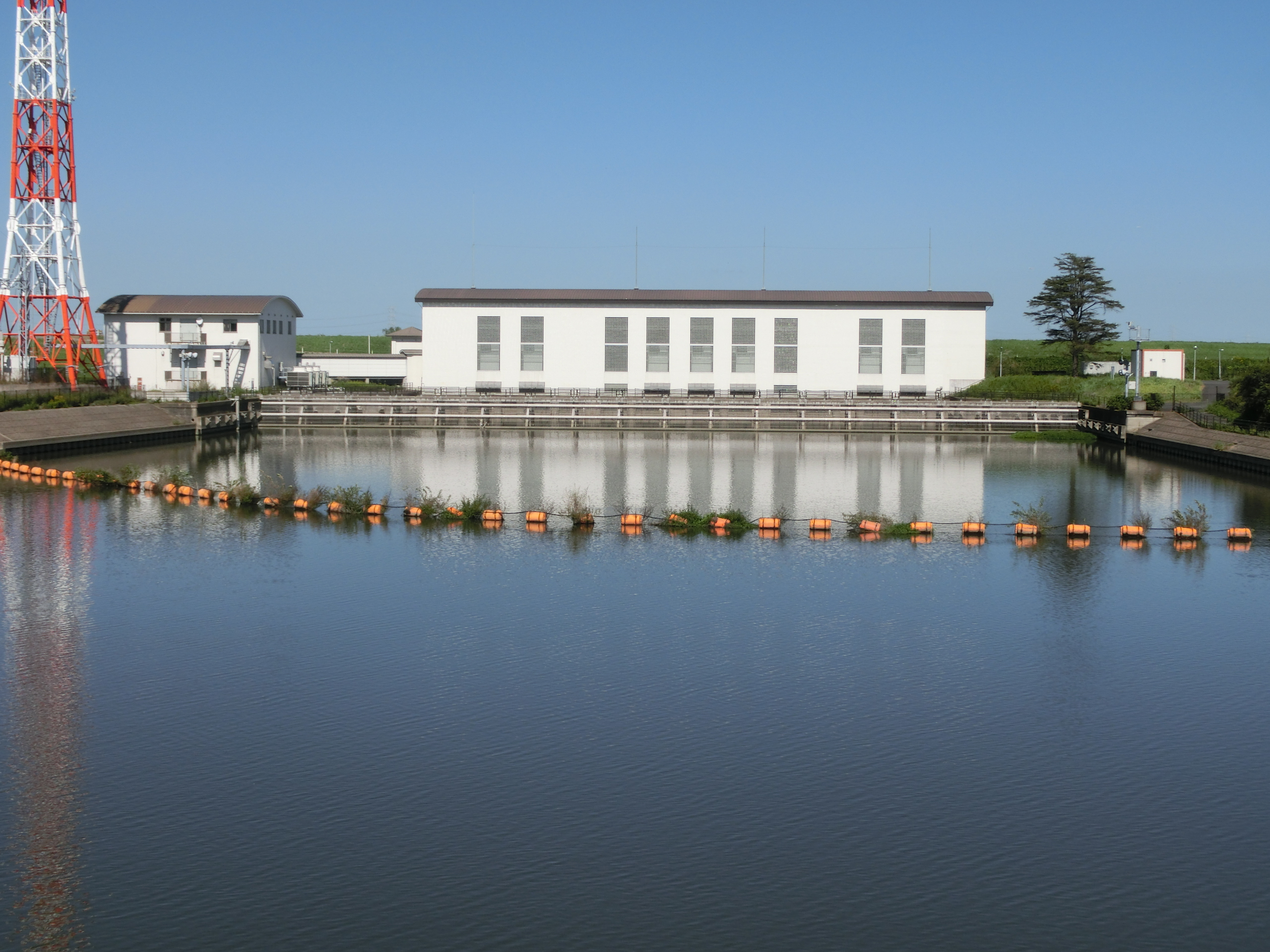
印旛排水機場
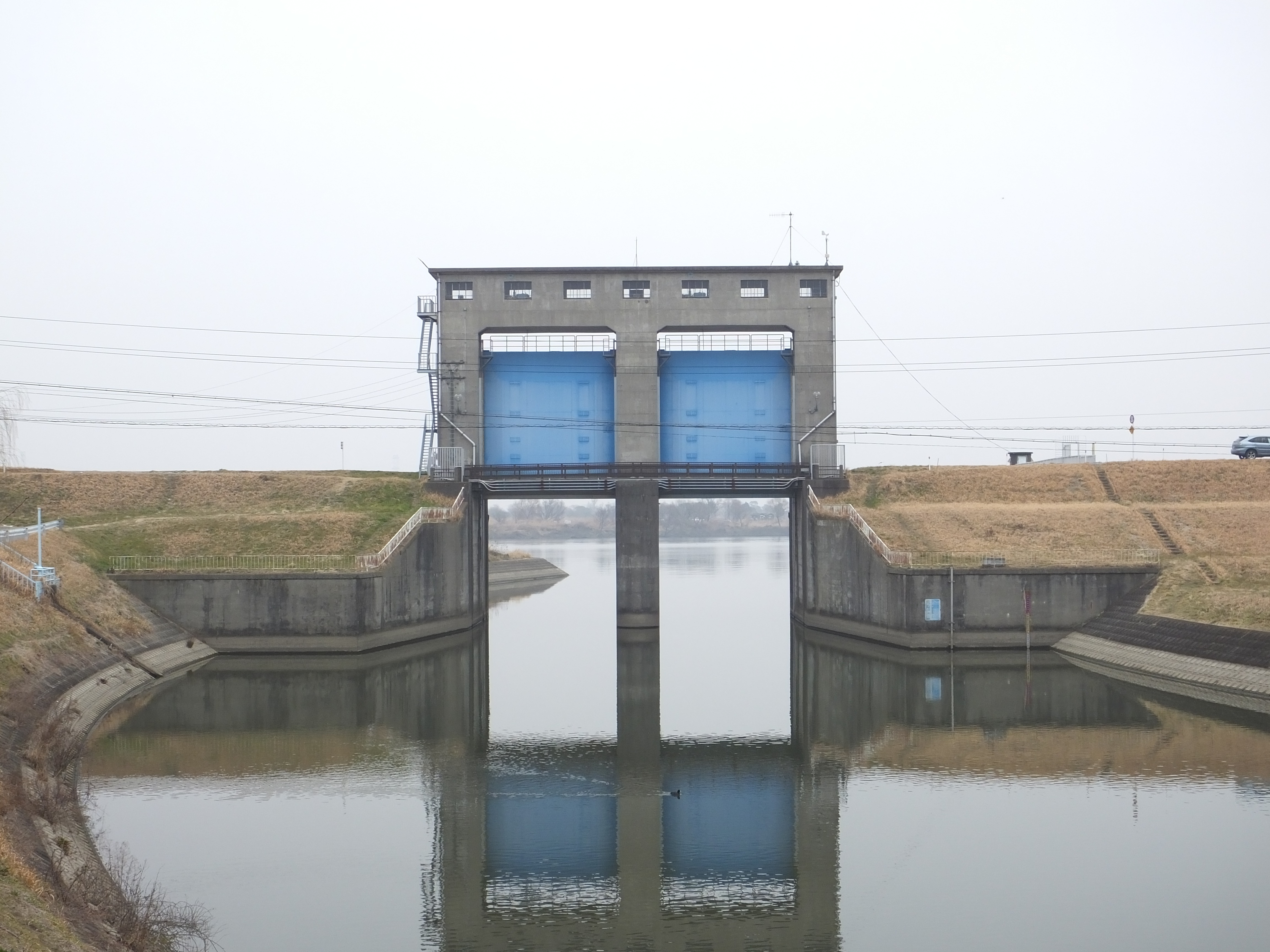
印旛水門

このため長門川の水質は、放流時には印旛沼、揚水時には利根川にそれぞれ影響される。だが前述の通り、平水時は上流から下流へ流れるため、通常は印旛沼の水質にやはり影響される。印旛沼周辺は流れがほとんど無いことから、河川水ないし湖沼水が長期間滞留する閉鎖性水域であり、自浄作用が薄い。また、流域は下水道整備の遅れもあり、BOD値は印旛沼水系内でも印旛放水路と並んで高い値を示している。長門川に浄化施設は設置されていないが、護岸整備を最小限として自然築堤・水生植物帯による水質回復を目指している。

## 治水
長門川は古くから印旛放水路と同様、増水時には逆流を起こし利根川からの水が流入する河川であった。その上流域は低地であるため、たびたび洪水被害が起きていた。栄町布鎌地域・印西市埜原地域では江戸時代末期以来、それに備えて水塚（みづか）と呼ばれる3 m程度の高台に水屋が置かれ、避難及び家財の収納場所として利用されてきた。現在もその名残で水塚を持つ屋敷が流域に点在している。

### 水門設置と将監川締め切り

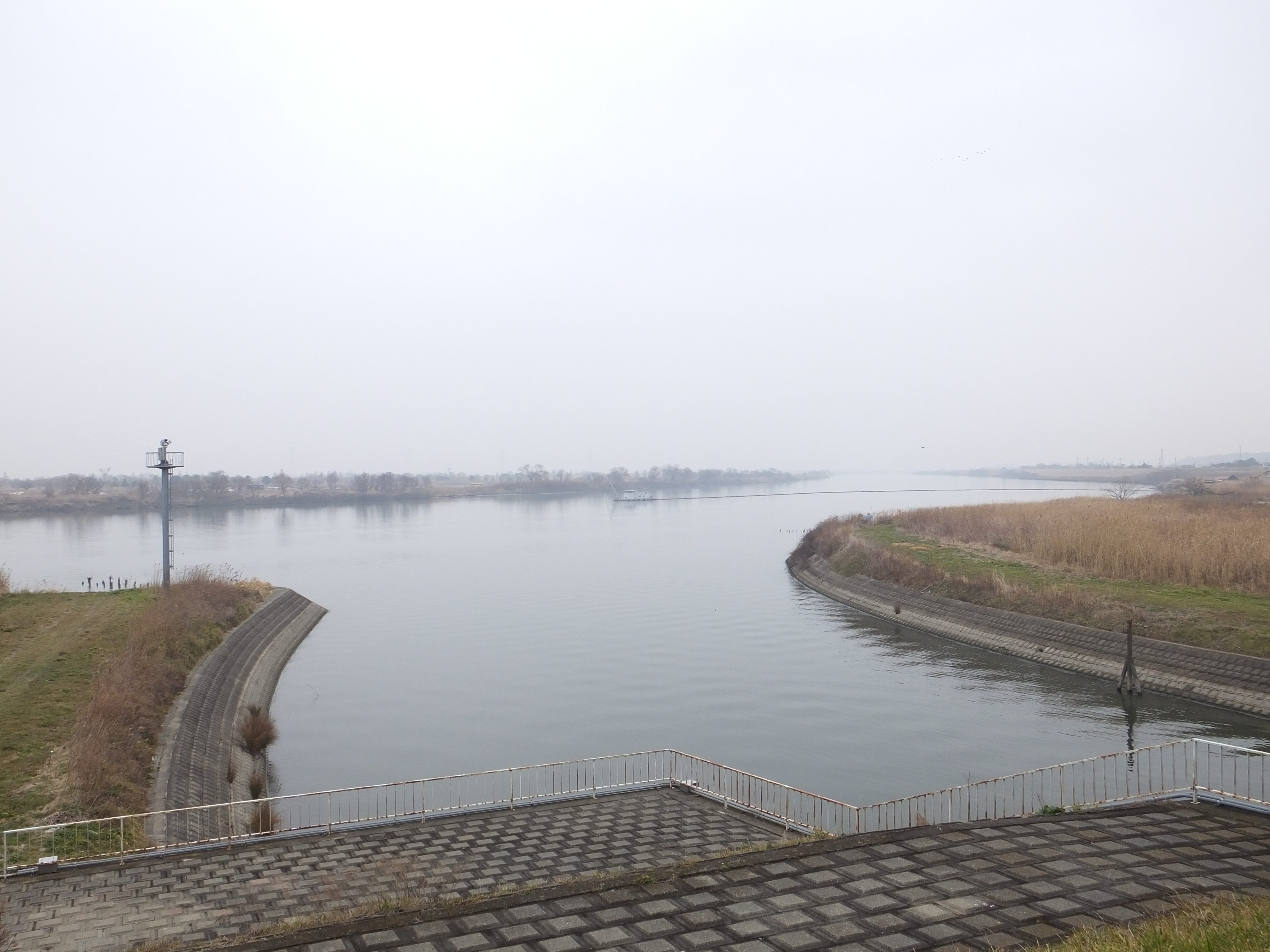
利根川へ流入する長門川（印旛水門側）

1780年（安永9年）6月の水害により流域に大きな被害をもたらしたことを契機として、被害の大きかった現在の八千代市内を中心に印旛沼開削計画が浮上している。この際に長門川は印旛沼及び利根川との接続口に、それぞれ三連の観音開き閘門を建設し、また枝利根川（当時）も利根川本流から締め切ることとされた。
名主の目論見を受け江戸幕府直営で進められた事業は1783年（天明3年）の浅間山噴火で一時中断されたものの、その後も続けられた。ところが1786年（天明6年）7月の豪雨により利根川が大氾濫を起こし、江戸一帯が被害を受けた。無論、印旛地域の被害も甚大であり、整備中の長門川安食水門が破壊されるなど工事関連施設が尽く水の泡となった。間もなく時の将軍徳川家治が死去、計画を推進していた老中田沼意次も罷免され、以降工事が再開されることはなかった。
しかし、明治期に入ると洪水が相次ぐようになり、特に1896年（明治29年）の洪水は印旛沼周辺に未曾有の被害をもたらし、河川法制定の契機ともなっている。これを受け1900年（明治33年）より利根川本流の第一期改修工事、続いて1911年（明治44年）より第二期改修工事が行われた。その一環として1912年（大正元年）に将監川が利根川本流から締め切られ、更に1918年（大正7年）には長門川と利根川の合流地点にて印旛水門の建設が開始された。この水門は1922年（大正11年）に竣工し、同年中に蒸気機関による排水ポンプを使った内水防御が行われるようになった。これら一連の治水事業によって、大正期に入ってからは印旛沼流域での大洪水は見られなくなった。

### 印旛沼開発事業
大正期においては効果を上げていた印旛水門であるが、1938年（昭和13年）に梅雨前線と台風の連鎖によって引き起こされた集中豪雨 によって排水ポンプが破損し、以降は再び印旛沼周辺で台風等による水害が多発するようになった。この水害は太平洋戦争後の印旛沼開発事業の竣工まで続き、食料生産力低下の大きな要因となっていた。
戦後に入り食糧増産が唱えられると、農林省（当時）主導で印旛沼干拓事業が開始された。当初は印旛沼疎水路（印旛放水路）の掘削を中心とした事業であったが、用地買収が進まないまま事業が滞る一方で食糧需給は安定するようになり、更に国民の食生活も変化したことで当初の開発方針を転換することとなった。1956年（昭和31年）には利水施設の整備を重視した「国営印旛沼干拓土地改良事業第1次改訂計画」が策定され、1960年（昭和35年）の印旛排水機場竣工によって印旛沼周辺の水害はようやく収まることとなった。1963年（昭和38年）の水資源開発公団（当時）への事業移管以降は、1966年（昭和41年）に酒直水門・酒直排水機場が竣工、大和田排水機場とともに運用を開始した。なお、現在はこれらの設備の老朽化が進んでおり、「印旛沼開発施設緊急改築事業」による機能保全が進められている。

### 長門川水道企業団

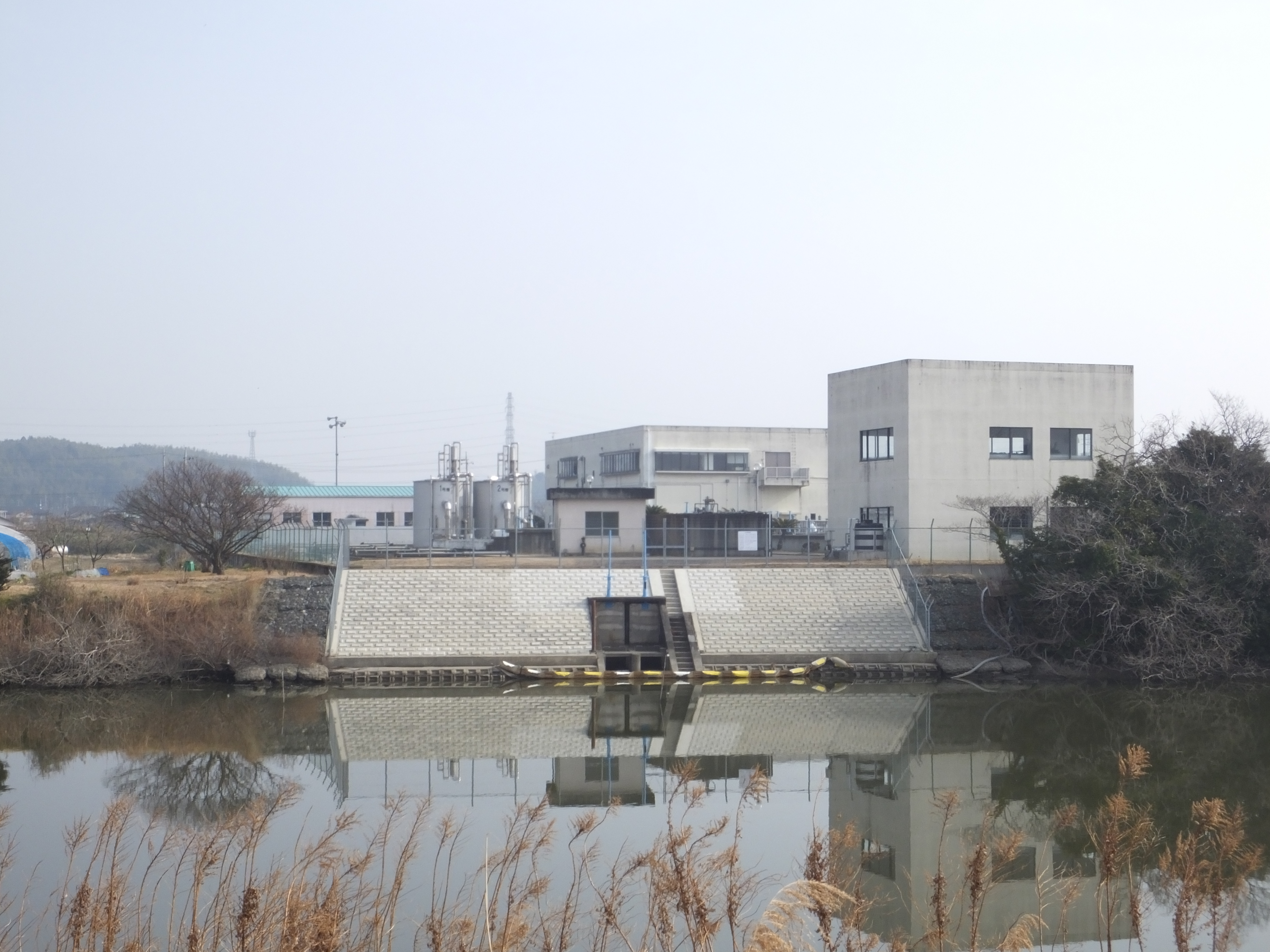
前新田浄水場

有史以前の長門川流域は「古鬼怒湾」と呼ばれる内湾の入り江であり、海水に覆われていた土地である。そのため塩分や鉄分を多く含む流域の地下水は生活用水として適さず、流域の住民は真水を長門川に求めていた。しかし印旛沼干拓の影響で水質汚濁が常態化したため、生活用水供給を目的として1960年（昭和35年）に長門川簡易水道事務組合が設立された。現在の栄町安食台6丁目に上前浄水場が建設され、栄町上前地区・本埜村下井地区を中心とした550世帯の給水区域に1962年（昭和37年）より水道水の供給が開始された。
その後は需要拡大と水質変化に対応するため、現在までに3次にわたる拡張事業が行われてきている。第1次拡張事業では水源を地下水だけでなく長門川にも求め、栄町安食の長門川沿いに前新田浄水場を建設。簡易水道から上水道へと事業を切り替え、1971年（昭和46年）に地方公営企業法の適用とともに長門川水道企業団へと改組した。給水区域も長門川周辺に広がった。第2次拡張事業では将来の人口増加を見込んで、1978年（昭和53年）より地下水を増強した。続く1981年（昭和56年）からの第3次拡張事業では栄町の宅地開発が盛んになったため、奈良俣ダムの水利権獲得などに努め、給水区域を栄町全域へと拡大した。上前浄水場の改良とともに前新田浄水場を増強・酒直配水場を新設し、給水能力が大幅に向上した。印旛沼の水質悪化の影響が表れたため1993年（平成5年）には前新田浄水場の敷地を拡大し、千葉県内で2番目となるオゾン・粒状活性炭を組み合わせた高度浄水処理を導入した。その後は生物活性炭処理の導入や老朽化施設の修繕などが行われ、第3次拡張事業を変更して給水人口の減少に対応している。

## 橋梁
- 酒直水門管理橋
- 豊年橋
- JR成田線長門川橋梁

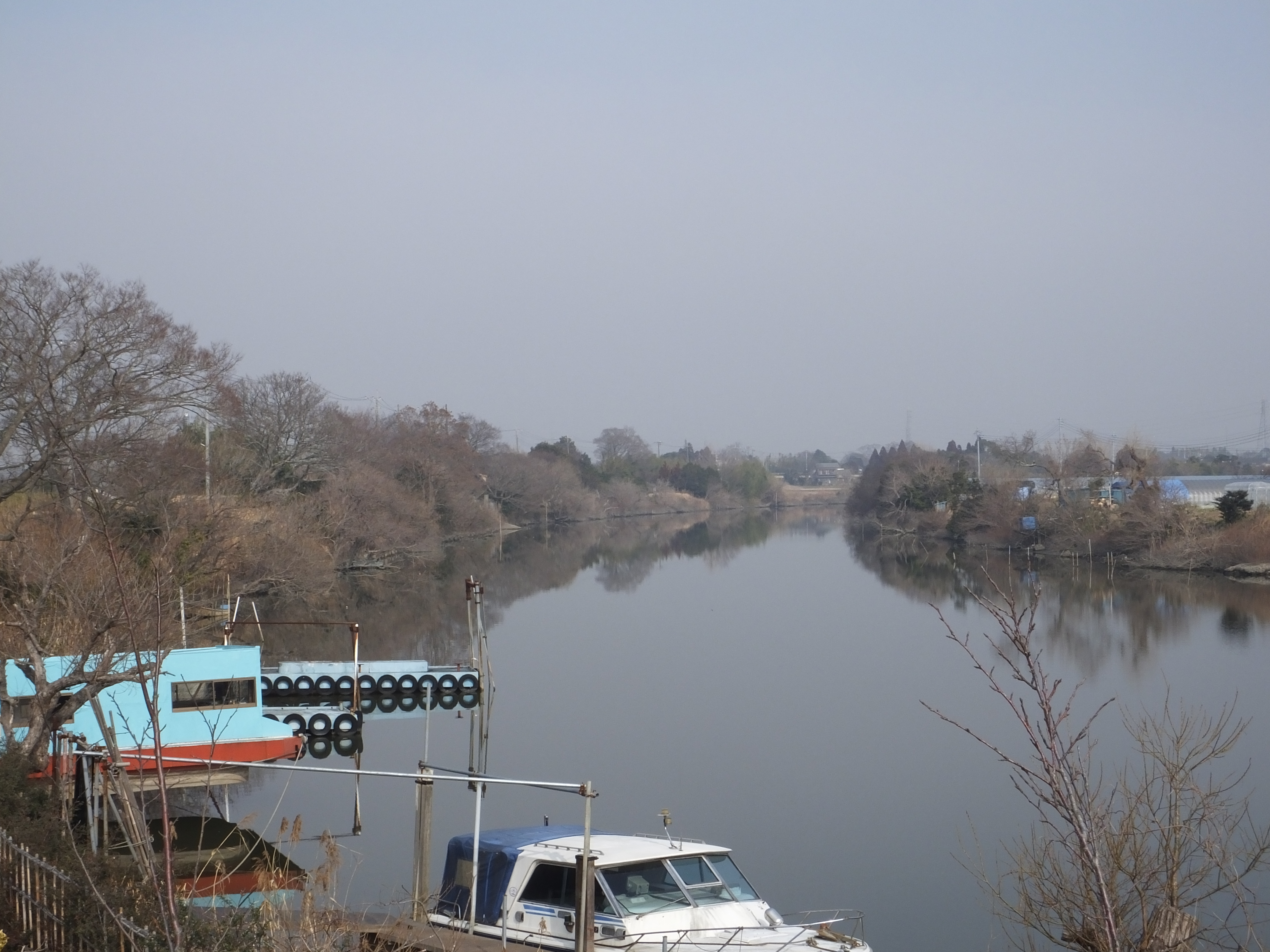
安食卜杭付近

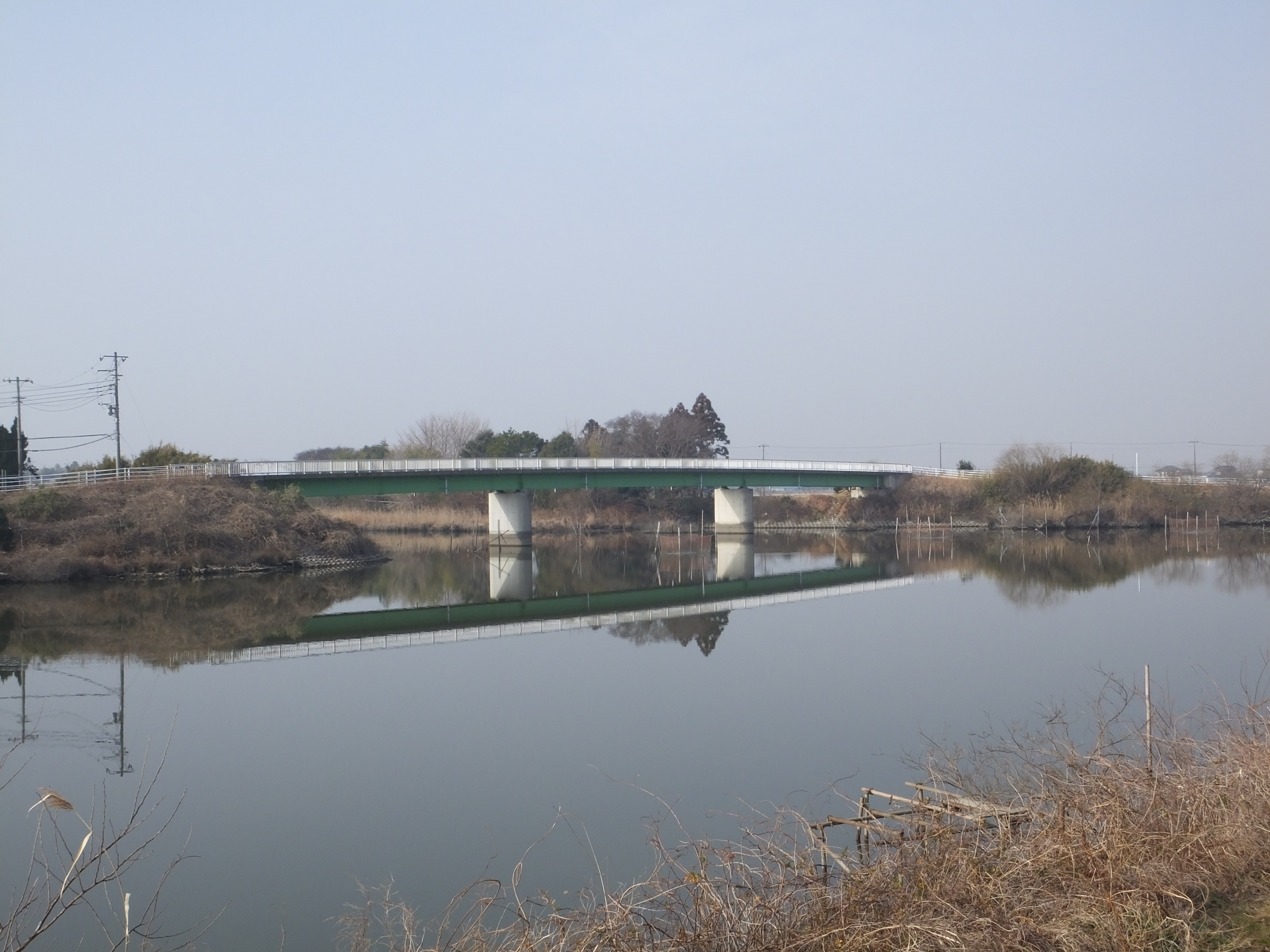
長門川に合流する旧長門川（十五町歩橋）

- 長門橋 - 国道356号（利根水郷ライン）
- ふじみ橋 - 国道356号（安食バイパス）
- 印旛排水機場・印旛水門
- （旧長門川）和橋
- （旧長門川）十五町歩橋
- （将監川）布鎌大橋
- （将監川）甚兵衛橋 - 茨城県道・千葉県道68号美浦栄線

## 参考資料
- 長門川水道企業団
- 公益財団法人印旛沼環境基金 - 沼と流域の状況　第1章　印旛沼の歴史（公益財団法人印旛沼環境基金）